# Lluís Bargalló Llurba
Lluís Bargalló Llurba   (Barcelona, 11 d'agost de 1932 - Barcelona, 15 de febrer de 2020) va ser un il·lustrador i pintor català.
Durant més de 20 anys va ser l'il·lustrador de les caixes d'Scalextric, Ibertren, Madelman i Tente.

## Biografia
Amb disset anys inicià la seva trajectòria professional a Gràfiques Ragin, al costat del Sr. Gil, reconegut dibuixant publicitari de l'època. Amb vint anys, ja formava part del taller de la Cúpula del Gran Teatre del Liceu, col·laborant amb el gran pintor i escenògraf Josep Mestres i Cabanes.
Va treballar 6 anys a l'agència de publicitat Climax. Posteriorment es va traslladar a París, on va treballar com a il·lustrador freelance durant dos anys, col·laborant amb les agències publicitàries més importants del moment, Elvinger, Publicis i Dupuis. De nou a Barcelona, fou contractat com a director d'art per l'agència Reclamo Màrqueting i Publicitat, on va estar al capdavant de 34 dissenyadors gràfics. Després de dotze anys, el 1974, decideix establir-se pel seu compte per dedicar-se a la seva veritable vocació, la il·lustració i la pintura artística, realitzant treballs per a les agències més prestigioses de Barcelona i Madrid.

## Trajectòria
Durant més de 20 anys va ser l'il·lustrador de les caixes de Scalextric, Ibertren, Madelman i Tente, que s'han convertit en l'actualitat en peces de col·leccionista amb preus que han ascendit fins als 3.000 € per una capsa de Madelman il·lustrada per ell.
Utilitzà la pintura a l'oli i l'aquarel·la per reflectir un ampli ventall de temes: figura, paisatge, marines, flors, natures mortes i paisatge urbà, una disciplina en la qual Bargalló fou tot un referent nacional. Va fer retrats per a diverses personalitats com Jordi Pujol, el Dalai Lama, i els expresidents del FC Barcelona, Joan Gaspart o Joan Laporta. Al Palauet Albéniz de Barcelona, va presentar la col·lecció de retrats a llapis dels regidors de l'Ajuntament de Barcelona, patrocinada pel mateix Ajuntament.
En els darrers anys va combinar les seves activitats professionals d'il·lustrador per a les campanyes publicitàries de diverses marques com Camper (2005-06), G-Star Raw (2007), amb treballs per a Alemanya, EUA i Brasil, juntament amb exposicions.